# Трипко Џаковић
Трипко Џаковић (1838 — 30. октобар 1875) је био црногорски војвода.
Године 1852. учествује у борбама са пљеваљским Турцима код Бистрице, гдје је рањен два пута. За вријеме Црногорско-турског рата 1862. истакао се јунаштвом и био је племенски барјактар. Од Турака је признат за старјешину племена Шаранаца и Језера послије разграничења 1859. године. Постављен је за племенског војводу због великих заслуга.

## Устанак у Херцеговини
Трипко је на први глас о устанку, са капетаном Јоксимом Кнежевићем, узео управу шараначке војске и отпочео прве битке, на пољима Премћана и даље, све до Бијелог Поља и Плеваља. У петак, 24. октобра 1875. године Турци су ударили на село Премћане, Шаранци су успијели да их одбију и одбране прелаз преко Таре, али је том приликом погинуо Трипков отац Симо Џаковић, који је и сам био један од виђенијих Црногораца. Сутрадан, догодио се други удар Турака на исто мијесто и том приликом опколили су Трипка са још осамнаесторицом устаника које су, после дужег отпора, успели да поразе.
То су биле прве жртве овог устанка и народ их је искрено жалио, а посебно је истицано Трипково јунаштво:
И ти паде - судбина је била!
Твоме лету сломише се крила.
Клону рука што чињаше чуда,
и џевердар што стизаше свуда.
Тело паде, али дух се вину,
Пред престоле Божје у висину.
И сада је тамо наша нада,
„Ђе Обилић над сјенима влада!”
Српска штампа о смрти Трипка Џаковића извештавала је на следећи начин:
„Није јуначки војвода шараначки пао само зато што је његово срце било слободно, што душа његова није знала за страх, и што му је његова гвоздена воља заповедала да и у последњем тренутку чини онако како је чинио. Друкчијега, вишега, етичког значаја смрт је његова. Она је трагични моменат у сукобу, који је морао настати између двојаких тежњи два различита племена: тежње за бићем, за животом, и тежње за уништавањем тога бића, такога живота. Служи на част српском племену што је оно носилац оне прве идеје, најплеменитије одлике правога духа. А имену војводе Трипка остаје вечита слава што је његов носилац - сам покојни војвода - био вишом вољом, вољом судбине, одређен за представника такве тежње, што му је било додељено да даде израза моралној снази кроз векове тлаченога Српства. Нема више њега, али је та мисао, баш зато светлија, живља и јаснија: горски је ветар разнио са скорашњега разбојништва густу маглу пушчанога праха: дажд је небеска спрала ону свету крв са стења, траве и суве земље; студена планинска речица опет бистро струји током својим, и у немом страху пролази испод моста на коме се одиграла крвава трагедија каква се за читаво столеће не понавља - али је ваздух оних кршних крајева задахнут, јаче и осетније, оном струјом која рађа муње и громове. А у области муња и громова нека се расточе врази који даве читав један народ. То је жеља свега образованога света, жеља просвећености нашега века, чији је син био и бесмртни војвода Трипко. Такав чин није само за историју племена у коме се одиграо: њега примају листови опште човечанске историје племенитога и узвишенога духа.”